# Karen Ibasco
Karen Ibasco, née le 17 décembre 1990 à Manille, est une physicienne philippine, élue Miss Terre en 2017.

## Biographie
Née le 17 décembre 1990 à Manille aux Philippines, Karen Ibasco entreprend des études au Hope Christian High School et parle couramment le chinois.
Elle obtient son baccalauréat en physique appliquée avec spécialisation en instrumentation et une maîtrise en physique appliquée avec majeure en physique médicale à l' Université de Santo Tomas aux Philippines, où elle obtient son diplôme avec distinction des deux diplômes. 
Elle a également été chargée de cours au Collège des sciences de l'université de Santo Tomas et a travaillé comme physicienne médicale au centre médical St. Luke, à Global City.